# دنیای زیبا (مجموعه تلویزیونی)
دنیای زیبا (Beautiful World) یک مجموعه تلویزیونی ساخت کرهٔ جنوبی در سال ۲۰۱۹ است. ستاره‌های این سریال پارک هی سوون (Park Hee-soon)، چو جاهیون (Choo Ja-hyun)، او مان‌سوک (Oh Man-seok)، چو یوجونگ (Cho Yeo-jeong)، نام داروم (Nam Da-reum) و کیم هوان‌هی (Kim Hwan-hee) هستند. سریال از تاریخ ۵ آوریل ۲۰۱۹ تا ۲۵ ام می همان سال از شبکهٔ تلویزیونی JTBC پخش شد.

## خلاصه داستان
داستان این سریال در مورد پسری است که به دنبال خشونت مدرسه‌ای به سختی مجروح می‌شود و در این میان، خانواده‌اش به دنبال پیدا کردن حقیقت و برای اجرای عدالت نبردی را آغاز می‌کنند.

## بازیگران

### اصلی
- پارک هی‌سون (Park Hee-soon) در نقش پارک موجین

یک معلم فیزیک دبیرستان.
- چو جاهیون (Choo Ja-hyun) در نقش کانگ این‌ها

همسر موو جین که یک شیرینی‌پزی را اداره می‌کند.
- او مان‌سوک (Oh Man-seok) در نقش او جین‌پیو

مدیرعامل یک مدرسه خصوصی.
- چو یوجونگ (Cho Yeo-jeong) در نقش سو یون‌جو

همسر جین‌پیو که از یک خانواده ثروتمند است.
- نام داروم (Nam Da-reum) در نقش پارک سون‌هو

پسر موجین و این‌ها که یک دانش آموز سال سوم راهنمایی است و قربانی خشونت در مدرسه می‌شود.
- کیم هوان‌هی (Kim Hwan-hee) در نقش پارک سوهو

خواهر کوچکتر سون‌هو که در همان مدرسه درس می‌خواند.

### نقش‌های مکمل
- هوانگ تائه‌کوانگ (Hwang Tae-kwang) به عنوان لی سانگ وو

مرد پولداری که ثروت خود را از والدینش به ارث برده‌است.
- سو یونگ‌جوو (Seo Young-joo) به عنوان هان دونگ سو

پسری که بدون داشتن هیچ امیدی به آینده در یک محیط نامناسب زندگی می‌کند.
- لی جائه‌این (Lee Jae-in) عنوان هان دونگ هی

خواهر کوچک دونگ‌سو
- سو دونگ‌هیون (Seo Dong-hyun) به عنوان اوه جون سوک

پسر جین‌پیو و یون‌جو
- لی جی هیون (Lee Ji-hyun) به عنوان لیم سوک هی[۱۰]

## رتبه‌بندی‌ها
- در این جدول، the blue numbers کمترین رتبه را دارند و the red numbers بالاترین رتبه را نشان می‌دهد.
- N / A بیانگر این است که رتبه‌بندی مشخص نیست.

| Ep.     | تاریخ پخش اصلی | میانگین سهم مخاطب | میانگین سهم مخاطب |
| Ep.     | تاریخ پخش اصلی | AGB Nielsen | AGB Nielsen       |
| Ep.     | تاریخ پخش اصلی | در سراسر کشور | سئول              |
| ------- | -------------- | --- | ----------------- |
| ۱       | ۵ آوریل ۲۰۱۹   | data-sort-value="" style="background: var(--background-color-interactive, #ececec); color: var(--color-base, #2C2C2C); vertical-align: middle; text-align: center; " class="table-na" \| — |                   |
| ۲       | ۶ آوریل ۲۰۱۹   | ۲٫۹۲۶٪ | 3.099%            |
| ۳       | ۱۲ آوریل ۲۰۱۹  | ۳٫۰۵۳٪ | ۳٫۵۱۵٪            |
| ۴       | ۱۳ آوریل ۲۰۱۹  | ۳٫۳۰۶٪ | ۴٫۰۰۶٪            |
| ۵       | ۱۹ آوریل ۲۰۱۹  | ۳٫۳۴۶٪ | ۳٫۶۳۷٪            |
| ۶       | ۲۰ آوریل ۲۰۱۹  | ۳٫۲۶۷٪ | ۳٫۶۲۱٪            |
| ۷       | ۲۶ آوریل ۲۰۱۹  | ۳٫۳۳۴٪ | ۳٫۶۶۵٪            |
| ۸       | ۲۷ آوریل ۲۰۱۹  | ۴٫۰۰۱٪ | ۴٫۵۵۳٪            |
| ۹       | ۳ مه ۲۰۱۹      | ۳٫۷۲۷٪ | ۳٫۹۲۱٪            |
| ۱۰      | ۴ مه ۲۰۱۹      | ۳٫۴۵۱٪ | ۳٫۸۰۴٪            |
| ۱۱      | ۱۰ مه ۲۰۱۹     | ۴٫۲۲۲٪ | ۴٫۴۵۱٪            |
| ۱۲      | ۱۱ مه ۲۰۱۹     | ۴٫۶۴۳٪ | ۴٫۸۸۵٪            |
| ۱۳      | ۱۷ مه ۲۰۱۹     | ۴٫۰۸۷٪ | ۴٫۵۰۵٪            |
| ۱۴      | ۱۸ مه ۲۰۱۹     | ۴٫۳۳۱٪ | ۵٫۲۸۴٪            |
| ۱۵      | ۲۴ مه ۲۰۱۹     | ۴٫۹۱۰٪ | ۴٫۸۷۱٪            |
| ۱۶      | ۲۵ مه ۲۰۱۹     | 5.785% | 7.076%            |
| میانگین | میانگین        | 3.785% | —                 |